# Juan Manuel Arbaiza
Juan Manuel Arbaiza, (Siglo XIX) fue un abogado, magistrado y político peruano. Fue Presidente del Consejo de Ministros y Ministro de Relaciones Exteriores en 1882, durante el gobierno interino del contralmirante Lizardo Montero.

## Biografía
Natural del departamento de Cajamarca, en el norte del Perú. Se graduó de bachiller, licenciado y doctor en Leyes y Cánones por la Universidad de Trujillo. En 1856 asumió como Rector y profesor de Filosofía y Literatura en el Colegio San Ramón de Cajamarca. Sirvió en el plantel cajamarquino hasta 1863, en que ingresó al servicio del Poder Judicial y fue sucesivamente Agente Fiscal y Vocal de la Corte Superior de aquella ciudad.
Cuando el vicepresidente Lizardo Montero, luego del arresto y la confinación en Chile del presidente Francisco García Calderón, organizó un nuevo gobierno en Cajamarca, Arbaiza fue elegido para el cargo de Ministro de Relaciones Exteriores, encomendándosele igualmente la presidencia del Consejo de Ministros. Era el 4 de enero de 1882. Poco después, siguió a Montero a la ciudad de Huaraz, y luego a Arequipa. Allí, con el propósito de dejar a Montero en libertad de acción en su nueva sede de gobierno, presentó su renuncia, la que fue aceptada el 4 de septiembre de 1882.